# Dvorac Eugena Savojskog
Lovački dvorac u baranjskom selu Bilje,  udaljenom desetak kilometara od Osijeka, dao je u 18. stoljeću sagraditi austrijski vojskovođa Karl Eugen od Croya, poznat kao princ Eugen Savojski. 

## Povijest
Prema podacima iz knjige »Osmanski pečat« koja je nastala u belomanastirskom Zavodu za baranjsku povjesnicu, proslavljeni vojskovođa je rođen 1663. u Parizu, a 20 godina poslije stupio je u službu austrijskog cara Leopolda I. i kao dragovoljac sudjelovao u obrani Beča. Upravo se ta, 1683. godina, smatra početkom Velikog rata protiv Turaka. Kao najznačajnije razdoblje iz vremena ovoga princa koji je dočekao 73 godine života, spominje se njegovo sudjelovanje u bitci kod Mohača 1687. godine kada je osmanska vojska pretrpjela snažan poraz. Bio je to zapravo i kraj njihove vladavine na ugarskom tlu. Među brojnim vojnim pohodima i pobjedama pripisuje mu se i osvajanje Beograda 1717. godine, a 16 godina poslije postao je vrhovni zapovjednik carske vojske. 
Na prostoru Baranje svoj trag je ostavio i kao vlasnik četiri dvorca među kojima je i onaj u Bilju, koji je heroju naše priče poslužio više u vrijeme ljeta i lova. Savojski se, naime, u njemu kraće zadržavao, a kako kaže ravnatelj Zavoda za baranjsku povjesnicu prof. Davorin Taslidžić - u biljskom dvorcu bio je sedam puta. Ovo je i razumljivo s obzirom na to da su mu na raspolaganju bila još tri slična dvorca izgrađena na prostoru ondašnjeg beljskog distrikta, koji je obuhvaćao tri četvrtine južne Baranje, odnosno Ugarske. Također, Taslidžić tvrdi da je Savojskom zemljište na kojem je dao izgraditi dvorce darovao car Leopold za zasluge, odnosno pobjede koje je izvojevao nad Turcima, ali darovnicu dobiva uz naknadu, odnosno plaćanje 80.000 forinti. Što se pak tiče samoga dvorca nedovoljno je povijesno i arhitektonski istražen, no to je inače sudbina dvoraca na prostoru Baranje. Njegov perivoj u literaturi se tek spominje, dok poneki navodi oko vremena nastanka dvorca nisu pouzdani. Tako se nagađa i oko imena autora ove građevine, a jedno od moguće točnih je ono po kojem bi to trebao biti austrijski arhitekt Johann Lucas Hildebrandt, poznat kao graditelj bečkog dvorca Belvedere.

## Arhitektura
Tlocrtno dvorac je četvorina veličine 55,86×56,89 metara s unutrašnjim kvadratičnim dvorištem. Njegovi opkopi, tvrde poznavatelji, podsjećaju na renesansni način obrane, odnosno na kasnosrednjovjekovne i renesansne nizinske burgove. Dvorcu koji pripada prvoj spomeničkoj kategoriji, a zapravo je nastao između 1705. i 1712. godine - pristupa se mostom preko Grabišta. 
U sklopu građevine 1720. godine izgrađena je i dvorska kapela posvećena Majci Božjoj i do izgradnje župne crkve imala je ulogu župne kapele. U vremenu prije Domovinskoga rata posljednji je put dvorac značajno obnovljen 1974. godine, a bio je i sjedištem Radne organizacije za lovnu privredu »Jelen«. Koliko god su istraživani dvorci na području Hrvatske činjenica je da o onima što su iznikli na baranjskom podneblju nema previše podataka. Kada je riječ o dvorcu u Bilju jedan od rijetkih podataka je i onaj iz varaždinskog izdanja od 1983. godine »Stare građevine istočne Hrvatske« autora Đurić-Feletar, po kojem postoji priča da je ovaj dvorac građen na temeljima turskog grada i da su se u njegovim ogromnim podrumima navodno nalazile velike bačve s vinom što potječe još iz osmanlijskih vremena. »Moguće je, ali postoji i priča da se u tim podrumima nalazio zatvor«, sugerira Taslidžić.

## Perivoj
Uz ostalo, Taslidžić u knjizi »Na vratima naroda, na granici svjetova« bilježi kako se perivoj prostire na površini od oko osam hektara, a dvorac je 1824. godine bio okružen šljivikom i šumom i tek poslije preoblikovan u perivoj. »Livade, šume i gajevi u okolici dvorca sa svojim kultiviranim prizorima također su u službi parka i to najviše lovačkoga«, dodaje autor spomenute knjige. U perivoju dvorca su od 1977. godine i ranije prevladavale četinjače i listače.

## Stanje danas
Dvorac i okolni perivoj su u izrazito lošem stanju. Usprkos tome, do nedavno je u okrilju dvorca bio smješten dio Hrvatskih šuma, te Uprava Javne ustanove Park prirode Kopački rit. Također u podrumskom prostoru uređena je izložbena galerija »Eugen Savojski«. U siječnju 2018. vlasništvo nad dvorcem država je predala općini Bilje, koja je potom dvorac uključila u svoje turističke planove.

## Zaštita
Pod oznakom Z-1622 zavedeno je kao nepokretno kulturno dobro - pojedinačno, pravna statusa zaštićena kulturnog dobra, klasificirano kao "stambena građevina".